# Dr. Demento's Delights
Dr. Demento's Delights è il primo album compilation registrato dal Dr. Demento nel 1975.

## Tracce
| n° | Titolo                                           | Artista/i                            | Durata | Autore/i                   | Anno |
| -- | ------------------------------------------------ | ------------------------------------ | ------ | -------------------------- | ---- |
| 1  | Hello Muddah, Hello Fadduh                       | Allan Sherman                        | 2:49   | Allan Sherman/Lou Busch    | 1963 |
| 2  | The Cockroach That Ate Cincinnati                | Rose & The Arrangement               | 2:08   | Drill                      | 1974 |
| 3  | Get a Load of This                               | R. Crumb & His Cheap Suit Serenaders | 2:58   | R. Crumb                   | 1974 |
| 4  | Ya Wanna Buy a Bunny                             | Spike Jones & His City Slickers      | 3:23   | Spike Jones                | 1949 |
| 5  | Eleanor Rigby                                    | Doodles Weaver                       | 3:51   | Paul McCartney             | 1966 |
| 6  | They're Coming to Take Me Away, Ha-Haaa!         | Napoleon XIV                         | 2:10   | Bonaparte                  | 1966 |
| 7  | Boobs a Lot                                      | The Holy Modal Rounders              | 2:52   | ?                          | 1971 |
| 8  | Ballad of Ben Gay                                | Ben Gay & The Silly Savages          | 2:34   | Darrel Gulland/Edd McNelly | 1973 |
| 9  | Who Put The Benzedrine in Mrs. Murphy's Ovaltine | Harry "The Hipster" Gibson           | 3:08   | Harry Gibson               | 1944 |
| 10 | If You're a Viper                                | Jim Kweskin's Jug Band               | 1:58   | ?                          | 1960 |
| 11 | Friendly Neighborhood Narco Agent                | Jef Jaisun                           | 3:00   | Jef Jaisun                 | 1969 |